# Bir Mourad Raïs
 (octobre 2010).
Si vous disposez d'ouvrages ou d'articles de référence ou si vous connaissez des sites web de qualité traitant du thème abordé ici, merci de compléter l'article en donnant les références utiles à sa vérifiabilité et en les liant à la section « Notes et références ».
Bir Mourad Raïs (anciennement Birmandreis) est une commune de la wilaya d'Alger en Algérie, située dans la proche banlieue sud d'Alger.

## Toponymie
Bir Mourad Raïs signifie le puits du raïs Mourad, le puits ou la fontaine fut réalisé par Sidi Hassan en l'an 1208 de l'Hégire soit en 1793-1794.
Une grande confusion existe entre l'identité de ce rais, selon les versions ça serait un Hollandais du nom de Jan Jansz (Jean Janssen ou John Barber) du XVIe siècle, soit un l'amiral ottoman d'origine albanaise, Murat Rais, de la même époque. Tous deux furent capturés par des corsaires algériens et se sont affranchis en se convertissant à l'islam. Ils ont été l'un et l'autre de grands corsaires.

## Géographie

### Situation
Bir Mourad Raïs est située à environ à 4 km au sud du centre-ville d'Alger à 140 m d'altitude. Elle intègre le quartier de Saïd Hamdine.
| Hydra             | El Mouradia     | El Madania, Forêt des Annassers. |
| Hydra             | Bir Mourad Raïs | Kouba                            |
| Draria, Birkhadem | Birkhadem       | Kouba, Forêt de Kouba.           |

### Transports
- Bir Mourad Raïs est traversée par la Rocade Sud d'Alger.
- Elle est desservie par deux gares routières, dans le centre-ville et une seconde à Said Hamdine. Les lignes ETUSA 14, 31, 33, 34, 35 et 101 traversent la commune.
- Une extension du Tramway d'Alger était prévue pour traverser Bir Mourad Raïs jusqu'à la nouvelle gare routière multimodale de la côte[6].

## Urbanisme

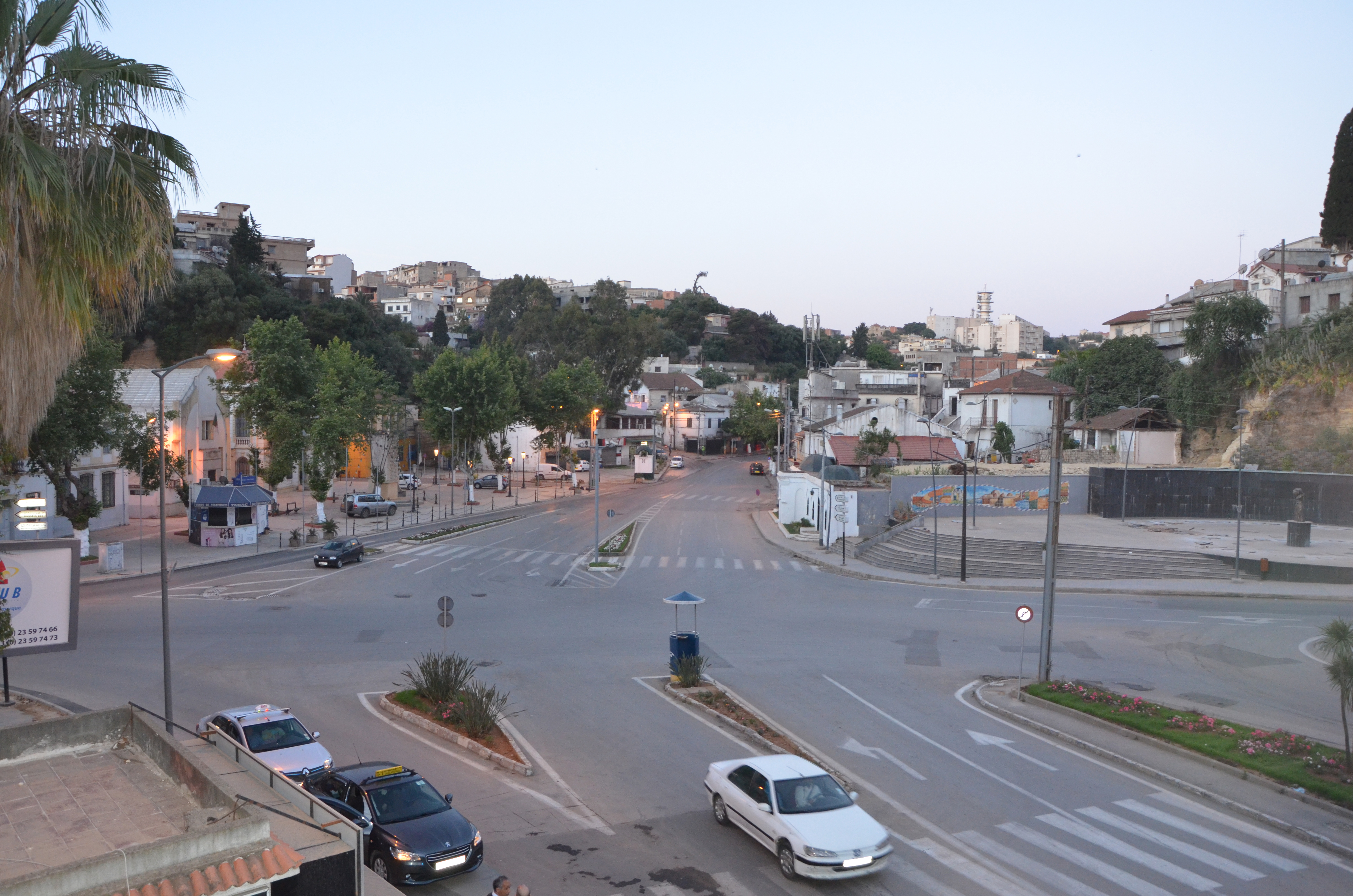
Place centrale de Bir Mourad Raïs

### Centre-ville
Le cœur urbain de Bir Mourad Raïs s'est construit dans un espace contigu dans le lit de l'oued Kniss. Les premières habitations ont été construites le long de la route qui monte vers Birkhadem alors que les premières industries se sont installées dans le ravin de la femme sauvage en direction du Ruisseau.

### La Concorde
Cité constituée de plusieurs bâtiments bâtis lors de l'époque coloniale.

### La Côte
Grand lieu de rencontre de toutes les voies : la RN n°1 avec la rocade sud d'Alger. Un projet d'une gare multimodale à étages est en cours de construction au niveau de ce lieu-dit La Côte.

### Les Sources
C'est sur les flancs de coteaux plantés de vignes que se sont constitués les premiers quartiers résidentiels de la ville. Autour du quartier communément appelé Les Sources, on trouve les lotissements: Les Sources, Mont Riant, Beauséjour , La sapinière, constitués depuis les années 1940. Plus récemment depuis les années 1980 s'est ajouté le lotissement La Cadat ainsi que le seul grand ensemble du quartier, la cité Les Sources (400 logements) datant 1978.

### Les Vergers
Situé dans le versant sud du vallon sur lequel s'est développée Bir Mourad Raïs, le quartier des vergers est tourné vers Birkhadem. On y trouve un grand ensemble qui porte le même nom.
Autour de la côté se trouvent les lotissements les Castors qui eux sont plus tournés vers Bir Mourad Raïs.

### Saïd Hamdine
Pôle urbain constitué à partir de la fin des années 1970, dans la continuité de la cité la Concorde qui date elle de la fin des années 1950. Situé sur un plateau au-dessus du ravin de Sidi Yahia au nord et la Rocade sud d'Alger, elle est constituée de plusieurs cités. On y trouve un pôle administratif avec la nouvelle mairie de Bir Mourad Rais et un tribunal.
Depuis la fin des années 2000, face à l'autre côté de la rocade s'est constitué un nouveau quartier appelé nouveau Said Hamdine, on y trouve notamment la nouvelle faculté de droit d'Alger.

### Sidi Yahia
Ce lieu-dit Sidi Yahia est administrativement situé entre la commune de Bir Mourad Raïs et celle d'Hydra. Plusieurs nouvelles constructions se sont développées autour et de l'ancien cimetière de Sidi Yahia. Ce quartier est réputé pour être un parmi les plus chics d'Algérie.

### Tixeraïne
Village fondé par des kabyles à l'époque ottomane, il a une architecture typique de la région d'origine de ses habitants avec des ruelles escarpées difficilement carrossables. Le quartier formé autour du village porte le même nom même s'il fait partie de la commune de Bir Khadem

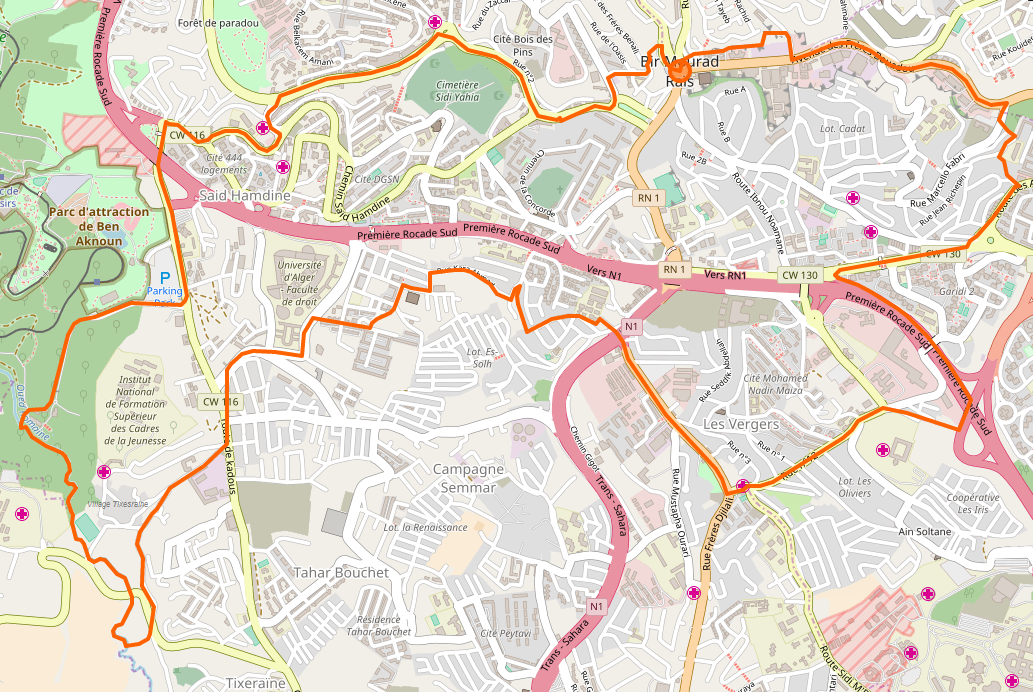
Plan de la commune de Bir Mourad Raïs

## Économie
La commune abrite de nombreuses institutions officielles et des sièges d'entreprises.
- Ministère de la Communication
- Ministère de la Solidarité nationale
- Conseil national économique et social (CNES)
- Archives Nationales
- Imprimerie Nationale

Siège de : l'Agence du développement du logement (AADL), Algérie Clearing, Banque extérieure d'Algérie (BEA), Banque algérienne du développement rural (BADR), CAAT assurance, ABC Bank, la société nationale de transports routiers (SNTR).

## Histoire

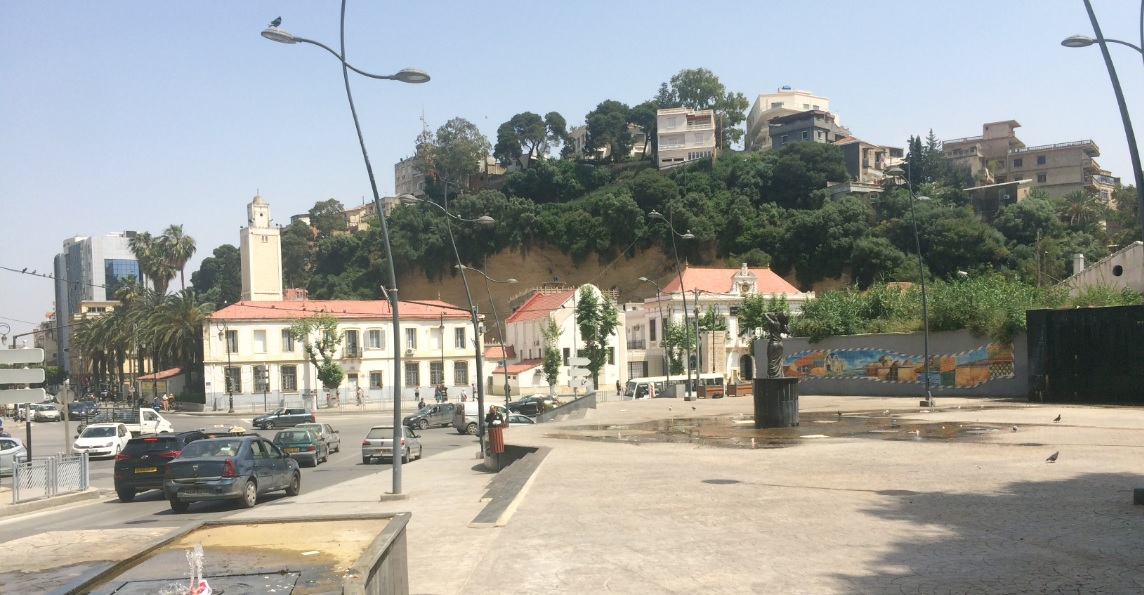
Vue de la nouvelle placette de Bir Mourad Rais

Bir Mourad Raïs se trouve sur la vallée de l'oued Kniss. En 1793, Hassan Pacha y baptise un puits du nom de Mourad Raïs, célèbre corsaire du XVIe siècle.
Les premiers colons s'y installent dès 1831 mais le village va se développer à partir de 1834 et l'ouverture de la route d'Alger à Blida par la colonne Voirol. En 1835, le village est intégré à la nouvelle commune de Birkhadem.
La commune de Birmandreis est créée par arrêté préfectoral le 30 novembre 1869, elle intégrait à l'époque les territoires de l'actuelle commune de Bir Mourad Raïs, Hydra et El Mouradia.
En 1959, Birmandreis devient le 8e arrondissement de la ville d'Alger, incluant Kouba et la future commune de Gué de Constantine.
En 1977, nouveau redécoupage, Kouba redevient un arrondissement indépendant.
En 1984, les communes de Hydra et El Mouradia sont créées.
En 1978, il a été décidé d'urbaniser la zone de Said Hamdine sur les hauteurs de la commune.

## Politique et administration

### Liste des maires
| Période | Période  | Identité         | Étiquette | Qualité      |
| ------- | -------- | ---------------- | --------- | ------------ |
| 2002    | 2012     | Abdelhamid Habik | FLN       |              |
| 2012    | En cours | Mohamed Zikem    | FLN       | Entrepreneur |

## Population et société

### Démographie
| 1948   | 1954   | 1966 | 1977 | 1987   | 1998   | 2008   |
| ------ | ------ | ---- | ---- | ------ | ------ | ------ |
| 17 600 | 22 500 | -    | -    | 38 210 | 43 254 | 45 345 |

### Enseignement

#### Enseignement scolaire
Treize écoles primaires publiques :
- École Mohamed Bekkai
- École Beau Séjour 1
- École Beau Séjour 2
- École El Bahdja
- Ecole Abdelhamid Bensmaia
- École Said Hamdine
- École Taieb Harkat
- École Mohamed Oukil El Hadj
- École Sidi Yahia 1
- École Sidi Yahia 2
- École Ali Megherbi
- École Les Vergers
- École de Tixesraine

Cinq collèges d'enseignement moyen publics (CEM) :
- CEM Annane Said (Beau Séjour)
- CEM Frères Matiben
- CEM Abderrahmane Boussa
- CEM Abderrahmane El Kaoukabi
- CEM Nouveau (Les Vergers)

Trois lycées publics :
- Lycée Ali Boumendjel
- Lycée Didouche Mourad
- Lycée Said Hamdine

#### Enseignement professionnel
2 Instituts de Formation Professionnelle :
- Institut National Spécialisé en Arts Graphiques et Industriels (INSFP Ahmed El Abani)
- Institut National Spécialisé en Froid et Climatisation (INSFP Ahmed Kara)

#### Enseignement supérieur
- Faculté de Droit de l'Université d'Alger, nouvellement inaugurée au quartier de Saïd-Hamdine.
- Institut National de Formation Supérieur des cadres de la Jeunesse (INFSJ)

### Santé

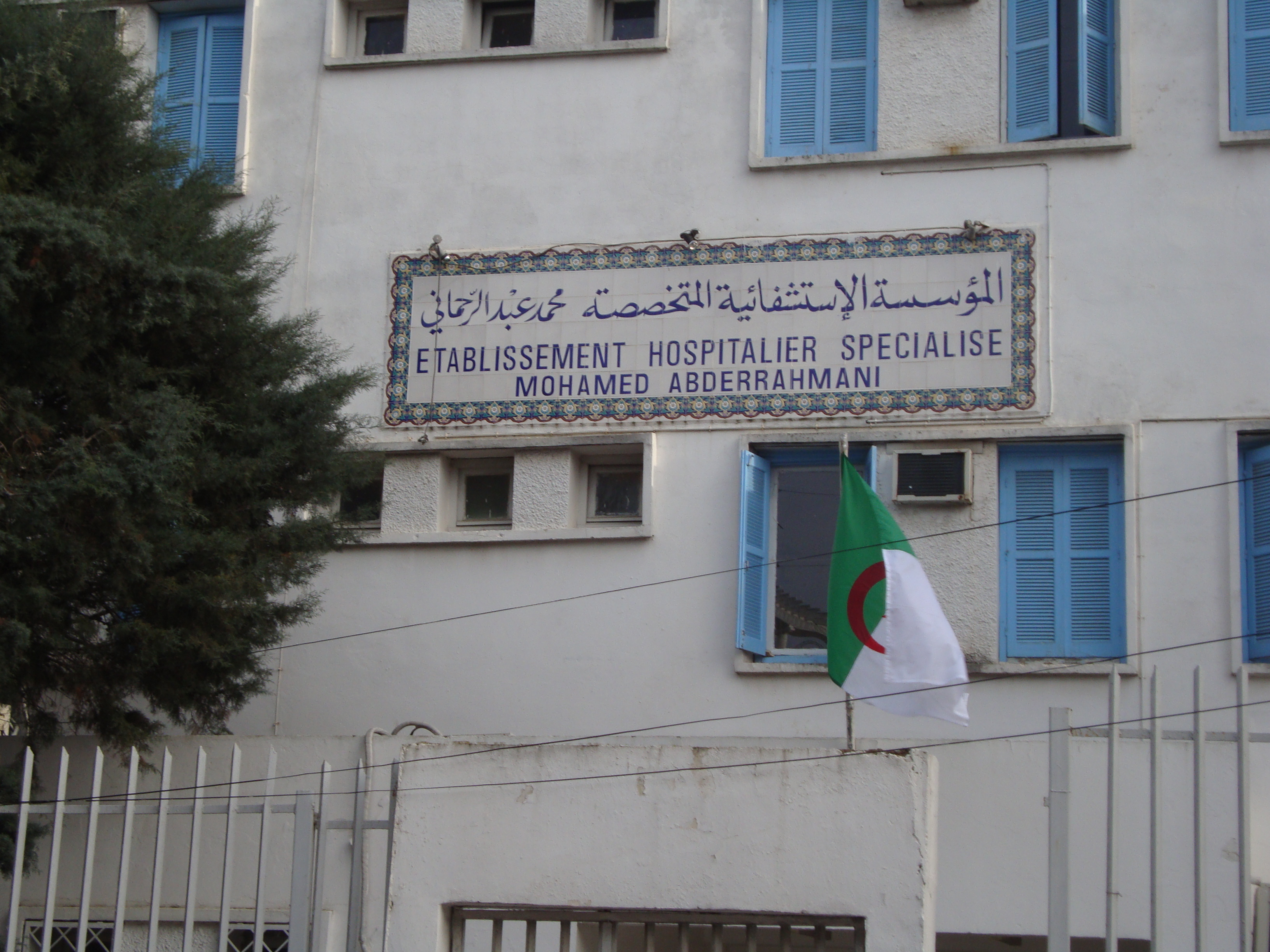
EHS de chirurgie cardiovasculaire_Bir Mourad Raïs

La commune de Bir Mourad Raïs regroupe les structures de santé suivantes :
- Établissement hospitalier spécialisé en chirurgie cardiovasculaire « Mohamed Abderrahmani »
- Polyclinique les sources
- Polyclinique la concorde
- Polyclinique les vergers
- Clinique les Lilas (privé)

### Sport
- Club de football l'Itihad Riadhi Birmandreis IRB créé en 1947 (jaune et noir).
- Club de football Football Club Birmandreis FCB (rouge et noir).
- Club de football Jeunesse Sportive de Tixeraine (rouge et noir).
- club de handball bir mourad rais CSB .

## Culture

### Patrimoine

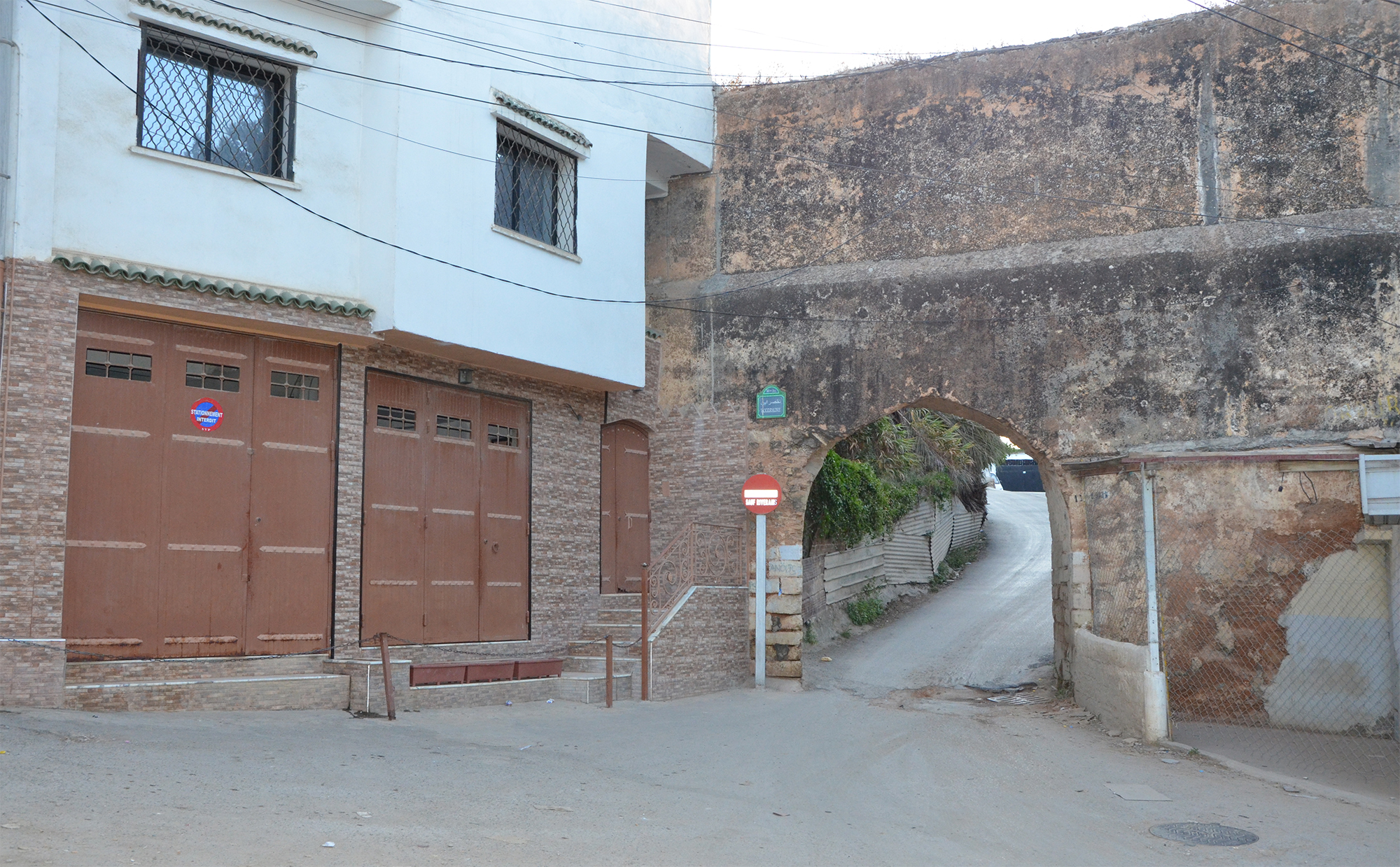
Aqueduc de Tixeraine

À Tixeraine on peut voir les vestiges d'un des nombreux aqueducs d'Alger datant de l'époque ottomane. Le ravin de la femme sauvage situé entre Bir Mourad Raïs (Birmandreis) et Oued Kniss, ce lieu a été peint par Auguste Renoir en 1881.

### Personnalités liées à la commune
- Louis Althusser (1918-1990), philosophe né à Birmandreis
- Salah Larbès (1952-2024), footballeur algérien, ne à Birmandreis
- Catherine Sulem (1957-), mathématicienne et professeure à l'université de Toronto, née à Birmandreis